# Skjern (rivier)
De Skjern (Deens: Skjern Å) is qua volume de grootste rivier van Denemarken. De rivier voert ongeveer een tiende van het in Denemarken gevallen regenwater af naar de Ringkøbing Fjord, een baai van de Noordzee nabij de stad Skjern. De rivier voert gemiddeld 206 m³/s water af naar de zee.
In de jaren 1960 ondernam de Deense regering een project om de rivier recht te trekken en om de omvangrijke wetlands in de monding te draineren, dit om de frequente overstromingen voortaan te voorkomen om zo intensieve landbouw in de regio mogelijk te maken. Het plan liep echter anders dan gepland. Zonder de frequente sedimentafzettingen door overstromingen was er meer kunstmest nodig. Ook kon de rivier het sediment nu niet meer in de wetlands kwijt, waardoor zij op een flink aantal plaatsen zelf verzandde. Het land begon verder te dalen door inklinking. De langzame daling van het land maakte de drainage-infrastructuur in toenemende mate ineffectief.
In 1987 besloot de regering tot een programma van landrehabilitatie om de rivier tot een meer natuurlijke staat te herstellen. Hoewel het plan pas in 1997 definitief werd goedgekeurd, was het werk in 2002 grotendeels afgerond. Een groot deel van de rivier en de wetlands zijn nu een beschermd gebied, de thuisbasis voor een grote verscheidenheid aan wilde dieren, waaronder otters, Atlantische zalmen en een verscheidenheid aan watervogels. Toerisme en traditionele veeteelt hebben de intensieve landbouw als primair economisch gebruik van de grond vervangen.